# Arazzi Trivulzio
Gli Arazzi Trivulzio sono un ciclo di dodici arazzi sui Mesi (misure varie) realizzati nella manifattura di Vigevano su disegno di Bramantino, databili al 1503-1508 circa e conservati nel Museo d'arte antica del Castello Sforzesco a Milano. Si tratta della più antica serie d'arazzi realizzata interamente da artefici italiani, senza il ricorso a maestranze fiamminghe.

## Storia
Gli arazzi vennero commissionati dal Maresciallo di Francia Gian Giacomo Trivulzio, allora governatore di Milano, per celebrare il matrimonio del figlio Gian Niccolò Trivulzio con Paola Gonzaga. La creazione dei cartoni venne commissionata a Bramantino, mentre per la tessitura venne usata la neonata manifattura di Vigevano, diretta da Benedetto da Milano.
Solo due disegni riconosciuti al Bramantino sono parzialmente riferibili a tale opera: uno, nella Pinacoteca Ambrosiana, è relativo all'arazzo del mese di Luglio, e l'altro, nell'Accademia di Venezia, si riferisce all'arazzo del mese di Aprile.
Gli arazzi, secondo i documenti pervenuti, furono eseguiti da tale maestro Benedetto, assistito da quattro garzoni e dovettero essere consegnati alla fine del 1509. Il motivo degli arazzi non è cortigiano, è la rappresentazione del lavoro, ha dunque un contenuto intimamente morale, la dimostrazione che esso è l'impegno di tutta la vita, ma non una condanna, bensì la manifestazione delle virtù creative dell'uomo e della pace portata dai governanti.

## Descrizione e stile
Ciascuno degli arazzi aveva uno schema fisso: entro una cornice di stemmi (i Trivulzio e le altre famiglie imparentate come i Colleoni, i d'Avalos e i Gonzaga), si vede al centro la personificazione allegorica del mese, circondato da figure più piccole intente ai vari lavori agricoli e manifatturieri; in alto a destra si trova il segno zodiacale corrispondente, mentre a sinistra si trova il sole nelle diverse posizioni astrali, a seconda della stagione, sempre indicato dalla personificazione mensile. 
| Immagine | Didascalia |
| -------- | --- |
|          | Il ciclo inizia col mese di Marzo, secondo l'uso ab incarnatione, e presenta in alto al centro un grande stemma del Trivulzio retto da due soldati vestiti alla romana, allusione al dio di Marte protettore del mese; tutt'intorno i personaggi sono intenti alla raccolta del legname, e alla preparazione dei campi per la semina. Bramantino ebbe la cura di inserire, in ogni scena, particolari che sottolineassero la resa prospettica, fossero anche solo strumenti agricoli poggiati ortogonalmente al piano visuale e quindi scorciati ad arte. Marzo simboleggia la rinascita primaverile, infatti ha tra le vesti testine di bambini. |
|          | Aprile, con la figura centrale che ha in mano un ramo di basilico, mostra giovani festanti che riecheggiano i Floralia, con una fanciulla in primo piano che offre una ghirlanda allo spettatore come a invitarlo a prendere parte alla celebrazione per il ritorno della bella stagione; |
|          | Maggio è dominato da Apollo-Cosmocrator, simbolo solare. L'attività raffigurata è la raccolta delle ciliegie, mentre le figure maschili e femminili, che portano rami, sembrano alludere alle feste di calendimaggio. |
|          | L'arazzo di Giugno è il più rovinato della serie: larghe parti della tela sono visibilmente frutto di integrazioni e rifacimenti successivi. La scena è ambientata in un campo affollato di contadini intenti alla mietitura, mentre sotto la personificazione del mese è imbandita una frugale tavola per la colazione dei braccianti. |
|          | Nel mese di Luglio è raffigurata la trebbiatura: i contadini sono intenti a battere le spighe nell'aia di una cascina con torri colombaie. |
|          | Ad Agosto i padroni di casa stanno assopiti dopo un banchetto a base di meloni e vino, mentre sulla destra vengono preparate le botti per il vino nuovo, il tutto in un portico di un edificio aperto su una piazza rinascimentale. |
|          | A Settembre, invece della consueta vendemmia, si assiste alla torchiatura del vino in un cantinone, dove i contadini scaricano l'uva tramite scivoli, alla presenza del Trivulzio e di sua moglie Beatrice d'Avalos. Il giovane nudo al centro, adorno di grappoli e pampini, ricorda le personificazioni di Bacco. |
|          | A Ottobre il fattore del Trivulzio raccoglie al chiuso i tributi dei fittavoli, in una sala ispirata al cenacolo leonardesco. |
|          | A Novembre un capomastro, ritratto con fattezze caricaturali, dirige una serie di attività legate alla lavorazione del lino a destra, e lavori di falegnameria a sinistra. |
|          | A Dicembre, mese dominato da Saturno col falcetto, si vede un grosso pentolone per l'uccisione del maiale, dentro un edificio che prospetta su una piazza con case-torri; Saturno ha i piedi legati e si prepara alla festa dei Saturnalia. |
|          | A Gennaio si vede il dio Giano sullo sfondo di una specie di quinta teatrale; in questo mese e nel successivo si facevano riti di purificazione prima dell'anno nuovo, come testimonia una figura col cappio al collo. I personaggi, molti dei quali mascherati, festeggiano con danze e musica il carnevale. |
|          | In Febbraio è celebrato il teatro satirico, con il riferimento classico alla festa dei Lupercali (Ovidio, Fasti, II 290) quando i "pastori arcadi" correvano nudi. Mentre a sinistra vengono intagliate fiaccole, la figura al centro versa dell'acqua su figure nude, probabile allusione al dio Februo, anticamente dedito a riti di purificazione con acqua e fuoco. Come ultimo arazzo del ciclo, è firmato sul pilastro a destra da Benedetto da Milano. |